# Hannibal al-Gaddafi
Hannibal al-Gaddafi (arabisch هانيبال القذافي, DMG Hānībāl al-Qaḏḏāfī; * 20. September 1975 in Tripolis) ist der fünfte Sohn des ehemaligen libyschen Machthabers Muammar al-Gaddafi mit dessen zweiter Ehefrau Safia Farkash.
Hannibal Gaddafi ist Absolvent der Militärakademie in Libyen. Er erregte 2004 Aufmerksamkeit, als er mit 140 Kilometern pro Stunde die Pariser Champs-Elysées entlangfuhr und an einer Reihe gewalttätiger Zwischenfälle beteiligt war. So wurde er am 15. Juli 2008 zusammen mit seiner heutigen Ehefrau Aline Skaf in Genf festgenommen, nachdem ihn zwei Hausangestellte angezeigt hatten. Der Vorwurf lautete auf schwere Misshandlungen. Ein von der Polizei gerufener Arzt stellte frische Verletzungen fest. Die Verhaftung löste die Schweizer Libyen-Affäre aus. 
Vor dem Hintergrund des libyschen Bürgerkriegs gab Interpol unter anderem auch eine Warnung zu Hannibal Gaddafi aus. Ebenso stand er auf der Sanktionsliste der EU. Während des Bürgerkriegs floh Gaddafi mit einigen weiteren Angehörigen am 29. August 2011 nach Algerien. Im Oktober 2012 musste dieser Teil der Gaddafi-Familie Algerien verlassen und fand im März 2013 Aufnahme im Sultanat Oman.
Am 11. Dezember 2015 wurde Hannibal al-Gaddafi aus Syrien in den Libanon entführt, um damit eine Aufklärung über den Verbleib des libanesischen Schiitenführers Musa as-Sadr, der 1978 in Libyen verschwand, zu erpressen. Er kam kurz darauf wieder frei. Wenige Tage später erschien Gaddafi, dessen Ehefrau Libanesin ist, im libanesischen Fernsehen. Offensichtlich war er misshandelt worden. Ein Richter erließ Haftbefehl wegen des Vorwurfs, Gaddafi würde Informationen über den Fall Musa as-Sadr zurückhalten. Seitdem sitzt er im Libanon bei schlechter Gesundheit in Haft. Seine Anwälte machen geltend, dass er zum fraglichen Zeitpunkt des Vorfalls nicht einmal zwei Jahre alt gewesen sei und deshalb keine Informationen habe. Inwieweit er später Kenntnisse erlangt haben könnte, blieb offen. Im Dezember 2016 entführten Gaddafi-Anhänger den Afriqiyah-Airways-Flug 209, u. a. um Hannibal Gaddafi freizupressen. Dies hatte keinen Erfolg.
Im Juni 2023 begann er einen Hungerstreik, um darauf aufmerksam zu machen, dass er seit acht Jahren im Libanon ohne Gerichtsurteil festgehalten wird. Nach Medienberichten im Juni 2025 beabsichtigt er, um Schweizer Asyl anzusuchen. Sein Anwalt äußerte sich aber nicht dazu.